# Opere architettoniche del XX secolo di Frank Lloyd Wright
Le opere architettoniche del XX secolo di Frank Lloyd Wright sono un sito seriale inserito dall'UNESCO nella lista del Patrimonio Mondiale il 7 luglio 2019. La serie comprende otto costruzioni, tutte localizzate negli Stati Uniti d'America.
Tra le varie opere di Frank Lloyd Wright, questi edifici riflettono meglio l'architettura organica sviluppata da Wright, che comprende un piano aperto, una sfumatura dei confini tra l'esterno e l'interno e l'uso senza precedenti di materiali come acciaio e cemento. Ognuno di questi edifici offre soluzioni innovative alle esigenze di alloggio, culto, lavoro o tempo libero. Il lavoro di Wright di questo periodo ebbe un forte impatto sullo sviluppo dell'architettura moderna anche in Europa.

## Gli otto luoghi del sito seriale
| Numero   | Stato        | Città        | Sito                                     | Area (ha)                             | Coordinate             | Immagine |
| -------- | ------------ | ------------ | ---------------------------------------- | ------------------------------------- | ---------------------- | -------- |
| 1496-001 | Illinois     | Oak Park     | Unity Temple                             | bene: 0,167 zona cuscinetto: 10,067   | 41°53′18″N 87°47′48″W  |          |
| 1496-002 | Illinois     | Chicago      | Frederick C. Robie House                 | bene: 36,67 zona cuscinetto: 143,85   | 41°47′23″N 87°35′45″W  |          |
| 1496-003 | Wisconsin    | Spring Green | Taliesin                                 | bene: 4,931 zona cuscinetto: 200,899  | 43°08′28″N 90°04′13″W  |          |
| 1496-004 | California   | Los Angeles  | Hollyhock House                          | bene: 4,608 zona cuscinetto: 13,986   | 34°06′00″N 118°17′40″W |          |
| 1496-005 | Pennsylvania | Mill Run     | Casa sulla cascata                       | bene: 11,212 zona cuscinetto: 282,299 | 39°54′23″N 79°28′05″W  |          |
| 1496-006 | Wisconsin    | Madison      | Herbert and Katherine Jacobs First House | bene: 0,139 zona cuscinetto: 1,286    | 43°03′31″N 89°26′30″W  |          |
| 1496-007 | Arizona      | Scottsdale   | Taliesin West                            | bene: 4,285 zona cuscinetto: 198,087  | 33°36′23″N 111°50′44″W |          |
| 1496-008 | New York     | New York     | Solomon R. Guggenheim Museum             | bene: 0,251 zona cuscinetto: 2,164    | 40°46′58″N 73°57′32″W  |          |